# Twierdzenie Monge’a
Twierdzenie Monge’a – twierdzenie geometrii mówiące, że dla dowolnych trzech parami rozłącznych okręgów, punkty przecięć trzech par prostych stycznych zewnętrznie do odpowiednich par okręgów są współliniowe. Problem został postawiony przez d’Alemberta oraz udowodniony przez Gasparda Monge’a w 1798 roku

## Dowód
Oznaczmy promienie okręgów przez odpowiednio {\displaystyle r_{1},r_{2},r_{3},} a środki przez {\displaystyle O_{1},O_{2},O_{3}.} Niech ponadto {\displaystyle Z_{ij}} będzie przecięciem stycznych zewnętrznych do okręgów {\displaystyle O_{i}} i {\displaystyle O_{j}.}
Ponieważ promienie prostopadłe do stycznej są równoległe, więc z twierdzenia Talesa mamy równości:
{\displaystyle {\frac {O_{2}Z_{23}}{O_{3}Z_{23}}}={\frac {r_{2}}{r_{3}}},\quad {\frac {O_{1}Z_{13}}{O_{3}Z_{13}}}={\frac {r_{1}}{r_{3}}},\quad {\frac {O_{2}Z_{12}}{O_{1}Z_{12}}}={\frac {r_{2}}{r_{1}}}.}
Ponieważ
{\displaystyle {\frac {O_{2}Z_{23}}{O_{3}Z_{23}}}\ {\frac {O_{3}Z_{13}}{O_{1}Z_{13}}}\ {\frac {O_{1}Z_{12}}{O_{2}Z_{12}}}={\frac {r_{2}}{r_{3}}}\ {\frac {r_{3}}{r_{1}}}\ {\frac {r_{1}}{r_{2}}}=1,}
więc z twierdzenia Menelaosa dla trójkąta {\displaystyle O_{1}O_{2}O_{3}} punkty {\displaystyle Z_{12},Z_{23},Z_{31}} są współliniowe.

Przypadek, gdy dwa okręgi nie są rozłączne

### Dowód Johna Sweeta
Inżynier John Sweet opracował inny, intuicyjny dowód powyższego twierdzenia. Louis A. Graham przytacza jego tok rozumowania:
Przypuśćmy, że trzy okręgi na płaszczyźnie są tak naprawdę kołami wielkimi pewnych trzech kul, a styczne zewnętrzne to ślady trzech stożków, w które wpisane są kule. Wierzchołki tych stożków będą leżały na płaszczyźnie, w której leżą trzy koła wielkie. Teraz wyobraźmy sobie płaszczyznę styczną zewnętrznie do trzech kul. Będzie ona styczna również do trzech stożków i zawierała ich wierzchołki. Tak więc wierzchołki stożków będą należały do części wspólnej tych dwóch płaszczyzn, czyli będą współliniowe.
Dowód ten nie sprawdza się jednak w przypadku, gdy najmniejszy z trzech okręgów leży pomiędzy dwoma pozostałymi.

## Uogólnienia

Trzy rozłączne okręgi o różnych promieniach i ich sześć środków jednokładności: zewnętrzne i wewnętrzne oraz proste, na których leżą

Nie jest niezbędne, aby okręgi w twierdzeniu były rozłączne. Okręgi te mogą się przecinać, o ile nie zawierają się nawzajem.
W twierdzeniu powyższym zamiast przecięcia stycznych zewnętrznych do pary okręgów można rozważać dwa środki jednokładności. Każda para okręgów rozłącznych będzie miała dwa takie środki, jeden zewnętrzny, a drugi wewnętrzny, leżący pomiędzy okręgami. Wtedy, twierdzenie przyjmuje postać:
Dla danych trzech rozłącznych okręgów o różnych promieniach, sześć środków jednokładności wyznaczonych przez każdą z par kół będzie leżało na czterech prostych, po trzy na każdej z nich. Każde dwa wewnętrzne środki jednokładności będą współliniowe z zewnętrznym środkiem jednokładności z pozostałej pary okręgów. Ponadto trzy zewnętrzne środku jednokładności będą leżały na wspólnej prostej.
Twierdzenie Monge’a ma swój analogon w trzech wymiarach. Rozważmy cztery rozłączne kule. Na każdej z par kul opiszmy stożek, w ten sposób, że obie kule leżą po tej samej stronie jego wierzchołka (jest to odpowiednik stycznych zewnętrznych). Wtedy wierzchołki czterech stożków leżą na jednej płaszczyźnie .
Twierdzenie w ogólnej postaci można w końcu rozszerzyć na więcej wymiarów:
Mając {\displaystyle n+1} rozłącznych {\displaystyle n}-wymiarowych kul w przestrzeni {\displaystyle n}-wymiarowej, {\displaystyle n(n+1)} środków jednokładności par tych kul leży na {\displaystyle 2_{n}} hiperpłaszczyznach, po {\displaystyle {\frac {1}{2}}n(n+1)} na każdej z nich .